# Federação Castelhana de Ciclismo
Federação Castelhana de Ciclismo foi uma federação ciclista espanhola.
Constituíram-se, no primeiro terço do século XX, outras federações castelhanas para outros desportos: a Federação Castelhana de Futebol (1913), a Federação Castelhana de Desportos Atléticos (1918), a Federação Castelhana de Natação (1930), a Federação Castelhana de Basquete (1931), Federação Castelhana de Xadrez, etc.

## História
Assistiu tecnicamente o Troféu San Fernando em 1963.
Em 1965, a Federação Castelhana fundou a Escola de Ciclismo. Um ano depois, Federico Martín Bahamontes era um seus professores e estava instalada no Palácio dos Desportos de Madri.
Em 1974, José Antonio Guerreiro foi eleito presidente da Federação Castelhana de Ciclismo em substituição de Antonio Suárez.
Organizadora, em 1977, do III Troféu da Hispanidad "Troféu Príncipe Felipe", em Cuenca.
Alguns dos seus presidentes foram: Juan Palacio (1965), Carlos Fernández (1965), o ciclista retirado Antonio Suárez Vázquez (1969-1973), José Antonio Guerrero (desde 1974).